# Aleksandra Sofronijević
Aleksandra Sofronijević (cyr. Александра Софронијевић; ur. 1961 w Belgradzie) – serbska prawniczka i urzędniczka państwowa, od 2025 minister transportu, budownictwa i infrastruktury.

## Życiorys
Ukończyła studia prawnicze na Uniwersytecie w Belgradzie, uzyskała uprawnienia adwokata. Od 1987 pracowała w administracji gminy miejskiej Savski Venac jako doradczyni, zastępczyni naczelnika oraz naczelnik do spraw budownictwa i mieszkalnictwa. Od 2004 związana z administracją państwową. Była zastępczynią ministra w różnych resortach, w tym inwestycji kapitałowych, transportu, środowiska i planowania przestrzennego, mieszkalnictwa i budownictwa. W 2014 powołana na stanowisko sekretarza stanu w ministerstwie transportu, budownictwa i infrastruktury.
W kwietniu 2025 objęła urząd ministra transportu, budownictwa i infrastruktury w rządzie Đura Macuta.